# Канъами Киёцугу
Канъами Киёцугу (яп. 観阿弥 清次, 1333 — ок. 1384) — японский актёр и драматург, отец Дзэами Мотокиё.

## Биография. Создание театрано
Канъами родился в семье самурая Камисимы Кагэмори. Его детским именем было Кандзэ, в юношестве он дважды менял имя: сначала на Миёмару, а уже затем на Киёцугу. В раннем возрасте мальчик был отдан на обучение в семью актёров саругаку из провинции Ямато. Повзрослев, Канъами основал собственную труппу «Юсаки-дза» (позднее получила название «Кандзэ-дза»).
Обновление формы и содержания представлений саругаку с последующим преобразованием в искусство но японские исследователи связывают именно с творческой деятельностью Киёцугу. В 1374 году в Киото состоялось представление для поддержки храма Дзидзодзи, и среди его зрителей оказался шестнадцатилетний сёгун Асикага Ёсимицу. Тот был настолько обворожён игрой Канъами и его сына Дзэами Мотокиё, что стал почитателем и меценатом «Юсаки-дза» и взял труппу во дворец. Киёцугу, которому представилась возможность стать придворным актёром, считал, что ранее ассоциировавшееся только со святилищами и храмами искусство саругаку отныне должно было соответствовать культурным запросам военного дворянства, для чего его следовало подвергнуть реформации. Преобразования затронули все составляющие спектакля: Канъами создал обновлённые версии старых пьес, прежде устно существовавших в форме сюжетных заданий, а теперь зафиксированных письменно, превратил повествовательные пьесы нередко комической направленности в полноценные драматические произведения, создал большое число собственных пьес.
У актёра дэнгаку Иттю, которого Киёцугу называл своим учителем, он перенял умение соединять в игре две формы — подражание мономанэ и изысканный стиль югэн, что до него в саругаку никогда не практиковалось. Им же было введено понятие хана (花 с яп. — «цветок»), обозначающее очарование актёрской игры.
Канъами умер в 1384 году во время гастролей в провинции Суруга.